# شورية أسامية
شورية أسامية (الاسم العلمي:Shorea assamica) هي نوع من النباتات تتبع جنس الشورية من فصيلة مجنحية الثمر.